# Samoa Americana nos Jogos Olímpicos de Inverno de 2022
Samoa Americana participou dos Jogos Olímpicos de Inverno de 2022, realizados em Pequim, na China.
Foi a segunda aparição do país em Olimpíadas de Inverno. Foi representado por um único atleta: Nathan Crumpton, no skeleton.

## Competidores
Esta foi a participação por modalidade nesta edição:
| Esporte  | Masculino | Feminino | Total |
| -------- | --------- | -------- | ----- |
| Skeleton | 1         | 0        | 1     |
| Total    | 1         | 0        | 1     |

## Desempenho

### Skeleton
Masculino
| Atleta          | Evento     | 1ª descida | Pos | 2ª descida | Pos | 3ª descida | Pos | 4ª descida | Pos | Total   | Diferença | Pos | Ref.  |
| --------------- | ---------- | ---------- | --- | ---------- | --- | ---------- | --- | ---------- | --- | ------- | --------- | --- | ----- |
| Nathan Crumpton | Individual | 1:02.06    | 22  | 1:01.65    | 17  | 1:01.60    | 17  | 1:01.49    | 18  | 4:06.80 | +5.79     | 19  | [ 4 ] |

Legenda
| Recorde mundial      | Recorde mundial (World record)               |                       | Recorde africano                      | Recorde africano (African) |                                           | Q | Classificado por posição (Qualified) |
| Recorde olímpico     | Recorde olímpico (Olympic record)            | Recorde da América    | Recorde da América (Americas)         | q                          | Classificado por melhor tempo (Qualified) |   |                                      |
| Melhor marca do ano  | Melhor marca do ano (World leading)          | Recorde asiático      | Recorde asiático (Asian)              | DNS                        | Não largou (Did not start)                |   |                                      |
| Recorde nacional     | Recorde nacional (National record)           | Recorde europeu       | Recorde europeu (European)            | DNF                        | Não terminou (Did not finish)             |   |                                      |
| Recorde pessoal      | Recorde pessoal do atleta (Personal best)    | Recorde da Oceania    | Recorde da Oceania (Oceania)          | DSQ / DQ                   | Desclassificado (Disqualified)            |   |                                      |
| Recorde da temporada | Recorde da temporada do atleta (Season best) | Recorde sul-americano | Recorde sul-americano (South America) | NM                         | Sem marca (No mark)                       |   |                                      |